# 必殺スペシャル・新春 大暴れ仕事人! 横浜異人屋敷の決闘
『必殺スペシャル・新春 大暴れ仕事人! 横浜異人屋敷の決闘』（ひっさつスペシャルしんしゅん おおあばれしごとにん よこはまいじんやしきのけっとう）は、1990年1月3日21:03 - 23:54（日本標準時）にテレビ朝日系列で放送されたテレビ時代劇。朝日放送と松竹（京都映画撮影所、現・松竹撮影所）の共同製作。主演は藤田まこと。
必殺シリーズの長時間スペシャル第15弾である。
オープニングナレーションは『暗闇仕留人』と『必殺仕事人V・激闘編』のものを組み合わせたものである。

## 概要
本作は幕末を舞台としており、オープニングは同じ時代設定の『暗闇仕留人』をオマージュしている。また、内容も実在の人物である清河八郎と、彼が指揮した浪士組（劇中では「浪士隊」）を軸に構成されている。関連して語り手として上岡龍太郎が登場し、随所で史実的な解説を行っている。
おおむね、清河や浪士隊の動きは史実と符合しているが、清河は佐々木只三郎（エンディングクレジットは「佐々木唯三郎」と表記）ではなく主水に殺害される。佐々木は殺しにやってきたものの、彼が奇襲をかける前に中村による殺しを目撃した、と変更され、そのため鳥羽・伏見の戦いに紛れた主水に殺害される。
村上弘明演じる政の本作以降の登場は、映画『必殺!5 黄金の血』のみである。また本作以降の必殺シリーズでは滝田栄や笑福亭鶴瓶が何らかの役で出演している。

## あらすじ
幕末、動乱の時代。攘夷浪士の乱行など荒れる世情から闇の会が解散し、仕事人達は仕事を失う。さらに主水は浪士隊の長・清河八郎の内偵のため、表向き奉行所をクビになり浪士隊に入る。そこで清河は主水を気に入り、彼に極秘の仕事を与える。それは横浜の外国人商人の屋敷、通称モリソン館からペーパー（書類）を盗み出すというものであった。
浪士隊は幕府が組織したにもかかわらず、やがて清河は外国と組む幕府に反旗を翻す。清河は幕府上層部が攘夷に傾くよう暗躍を始める。先の書類も幕府上層部が外国人商人と癒着し、暴利を得ている証拠であった。しかし、清河の上司であり、モリソンと手を組む松平主税介は全て見越しており、むしろ清河の反旗を利用してさらに利益を得る。
一方、政は白銀屋の式子とモリソンの依頼を受けて何らかの機械部品を製作していた。その正体は大砲の部品であり、松平達は大砲の試し撃ちに、捕らえた浪士隊の関係者を的に使う。その中には主水と親しい平木や、主水の依頼を受けて書類を盗む盗賊を集めた加代もいた。平木は加代が主水の知り合いと知ると、金を渡し彼女を庇って死ぬ。
加代を助けだした政は、自分が兵器を作ったという後悔から、モリソン館に侵入し、大砲を破壊しようとする。しかし、呉震の部下に見つかって危機に陥り、朝吉に助けられる。一方、平木の家を訪れた主水は加代から全てを聞かされ、平木の恨みを晴らすことを決意する。
清河はモリソン館を襲撃する準備を整えた上で、松平と直談判する。しかし、松平はその間に浪士隊の屋敷を急襲させ、全滅させていた。呆然とする清河に、主水は清河がやったことの無意味さを指摘し、また清河をよく知る朝吉は自分の手で幕を下ろせと言い残す。
主水達が平木の頼み料を分配している所に清河が現れ、自分も加えて欲しいと頼む。また、自分が式子を殺すことを条件に朝吉も加わる。屋敷に侵入した主水達は守衛や呉震の部下達を倒し、今回の悪党共を仕事する。仕事の後、清河は主水に斬りかかり、わざと返り討ちにされる。そして主水に感謝の言葉を残して息絶える。

## キャスト

### 仕事人
- 中村主水 - 藤田まこと
- 何でも屋の加代[注釈 1] - 鮎川いずみ
- 鍛冶屋の政 - 村上弘明[注釈 2]
- 蝶々の朝吉 - 片岡孝夫（現・十五世仁左衛門、特別出演）[注釈 2]
- 清河八郎 - 滝田栄

### 仕事人の周辺
- 与力 鬼塚 - 西田健
- 筆頭同心 田中 - 山内としお
- 中村りつ - 白木万理
- 中村せん - 菅井きん

### ゲスト
- 佐々木唯三郎 - 鹿内孝
- お峰 - 夏野陽子
- 松平主税介 - 中尾彬
- 山岡鉄太郎 - 龍虎
- 板倉周防守 - 原口剛
- 松平春嶽 - 平野稔
- 石坂周造 - 高峰圭二
- 白銀屋の式子（お琳） - 波乃久里子
- 闇の会の元締 - 山村弘之
- 張り扇のテツ - 南方英二（チャンバラトリオ）
- 大ゴマの辰 - 山根伸介（チャンバラトリオ）
- 小ゴマの寅 - 山根一輝（チャンバラトリオ）
- 渡世人の丑 - 伊吹太郎（チャンバラトリオ）
- 弁天小僧菊之助 - 森田美樹
- 南郷力丸 - マットーヤ毛平
- 赤星十三郎 - 安尾正人
- 忠信利平 - 矢野明仁
- 近藤勇 - 伊藤敏孝
- 土方歳三 - 谷口孝史
- 沖田総司 - 柴田善行
- 芹沢鴨 - 武井三二
- 岡っ引き・鎌吉 - 吉田豊明
- 呉震 - 今村勝之
- ミスター・モリソン - ハル・ゴールド
- 平木武兵衛 - 原田大二郎
- 武蔵屋久六 - 石倉三郎
- 輿業師 - 北見唯一
- 神戸六郎 - 岩尾正隆
- 金子与三郎 - 水上保広
- 将軍 - 長塚美登
- 女郎 - 藤原ひろみ
- お蓮 - 田辺ひとみ
- 日本駄右衛門 - 南利明
- 語り手 - 上岡龍太郎
- 勝麟太郎（勝海舟） - 舛添要一（賛助出演）

## スタッフ
- 制作 - 山内久司（朝日放送）
- プロデューサー - 奥田哲雄・辰野悦央（朝日放送）・桜林甫・武田功（朝日放送）
- 脚本 - 安倍徹郎
- 音楽 - 平尾昌晃
- 撮影 - 石原興
- 照明 - 中山利夫
- 殺陣 - 山口博義・布目真爾
- 試斬指導 - 東郷秀信
- 現像 - IMAGICA
- ナレーション - 芥川隆行（オープニングのみで、「暗闇仕留人」と「必殺仕事人V・激闘編」から流用）
- 協力 - エクラン演技集団・新演技座
- 制作協力 - 京都映画撮影所（現・松竹撮影所）
- 監督 - 松野宏軌
- 制作 - 朝日放送、松竹

## 主題歌
- 山下雄三「荒野の果てに」（ミノルフォン・レコード（現・徳間ジャパンコミュニケーションズ））
作詞：山口あかり、作曲：平尾昌晃、編曲：竜崎孝路
『必殺仕掛人』の主題歌で、本作ではエンディングクレジットで使用。